# Michael Silvers
Michael Silvers (geb. vor 1983) ist ein mit dem Oscar ausgezeichneter US-amerikanischer Tontechniker.

## Leben
Silvers begann seine Karriere als Tontechniker 1983. Er ist seit Mitte der 1980er Jahre bei der Firma Skywalker Sound von George Lucas beschäftigt. Er war an den von George Lucas geschriebenen Spielfilmen Willow und Indiana Jones und der letzte Kreuzzug beteiligt und für den Tonschnitt der Fernsehserie Die Abenteuer des jungen Indiana Jones verantwortlich, hierfür erhielt er 1993 einen Emmy. Er war seit Ende der 1990er Jahre an vielen Produktionen von Pixar beteiligt und bis 2010 insgesamt fünf Mal für den Oscar nominiert.

## Filmografie (Auswahl)
- 1983: Der Stoff, aus dem die Helden sind (The Right Stuff)
- 1986: Blue Velvet
- 1988: Zwei hinreißend verdorbene Schurken (Dirty Rotten Scoundrels)
- 1989: Der Club der toten Dichter (Dead Poets Society)
- 1989: Indiana Jones und der letzte Kreuzzug (Indiana Jones and the Last Crusade)
- 1990: Wild at Heart – Die Geschichte von Sailor und Lula (Wild at Heart)
- 1991: Backdraft – Männer, die durchs Feuer gehen (Backdraft)
- 1993: Jurassic Park
- 1994: Quiz Show (Quiz Show)
- 1995: Jumanji
- 1996: Mars Attacks!
- 1996: Mission:Impossible
- 1997: Contact
- 1997: Vergessene Welt: Jurassic Park (The Lost World: Jurassic Park)
- 1998: Das große Krabbeln (A Bug's Life)
- 1998: Sphere – Die Macht aus dem All (Sphere)
- 1999: Toy Story 2
- 2001: Die Monster AG (Monsters, Inc.)
- 2002: Panic Room
- 2003: Findet Nemo (Finding Nemo)
- 2004: Die Unglaublichen – The Incredibles (The Incredibles)
- 2004: Hellboy
- 2006: Cars
- 2007: Ratatouille
- 2008: Iron Man
- 2009: Kapitalismus: Eine Liebesgeschichte (Capitalism: A Love Story)
- 2009: Oben (Up)
- 2010: Tron: Legacy
- 2010: Toy Story 3

## Auszeichnungen
- 1993: Emmy für Die Abenteuer des jungen Indiana Jones
- 1999: Golden Reel Award für Das große Krabbeln
- 2000: Golden-Reel-Award-Nominierung für Toy Story 2
- 2002: Golden Reel Award für Atlantis – Das Geheimnis der verlorenen Stadt
- 2002: Oscarnominierung für Die Monster AG
- 2002: Golden-Reel-Award-Nominierung für Die Monster AG
- 2004: Golden-Reel-Award-Nominierung für Findet Nemo
- 2004: Oscarnominierung für Findet Nemo
- 2005: Oscar für The Incredibles
- 2005: Golden Reel Award für The Incredibles
- 2007: Golden Reel Award für Cars
- 2008: Oscarnominierung für Ratatouille
- 2008: Golden Reel Award für Ratatouille
- 2008: Golden-Reel-Award-Nominierung für Bee Movie – Das Honigkomplott
- 2010: BAFTA-Nominierung für Oben
- 2010: Oscarnominierung für Oben
- 2011: Oscarnominierung für Toy Story 3